# Kento Hamasaki
Kento Hamasaki (japanisch 濱﨑 健斗 Hamasaki Kento; * 16. Juni 2007 in der Präfektur Osaka) ist ein japanischer Fußballspieler.

## Karriere

### Verein
Kento Hamasaki erlernte das Fußballspielen in der Jugend von Vissel Kōbe. Die erste Mannschaft spielte in der ersten Liga, der J1 League. 2024 kam er als Jugendspieler einmal im Pokal zum Einsatz. Im Viertelfinale am 25. September 2024 gegen die Kashima Antlers stand er drei Minuten auf dem Spielfeld. Vissel verlor das Spiel mit 0:3. Seinen ersten Profivertrag unterschrieb er am 1. Februar 2025 bei seinem Jugendverein Vissel Kōbe. Sein Erstligadebüt gab Hamasaki am 26. Februar 2025 (3. Spieltag) im Heimspiel gegen Kyōto Sanga. Bei dem 1:1-Unentschieden wurde er in der 76. Minute für Haruya Ide eingewechselt.

### Nationalmannschaft
Kento Hamasaki spielte 2023 sechsmal in der japanischen U16-Nationalmannschaft.